# Спутник (премия, 2007)
12-я церемония вручения премии «Спутник» за заслуги в области кинематографа и телевидения за 2007 год состоялась 16 декабря 2007 года.

## Специальные награды
Auteur Award (for his work on the film Скафандр и бабочка) — Джулиан Шнабель
Награда имени Мэри Пикфорд (за выдающийся вклад в киноиндустрию) — Кэти Бейтс
Награда имени Николы Теслы (за креативность) — Деннис Мьюрен

## Список основных номинантов

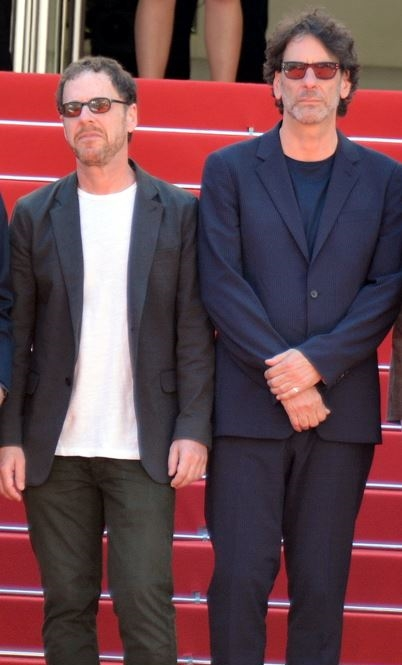
Джоэл Коэн и Итан Коэн, Best Director winners

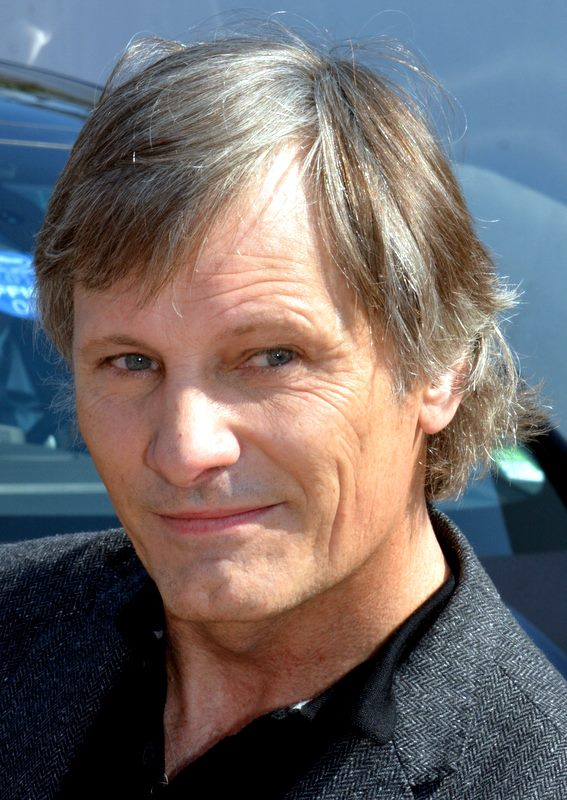
Вигго Мортенсен, Best Actor in a Motion Picture — Drama winner

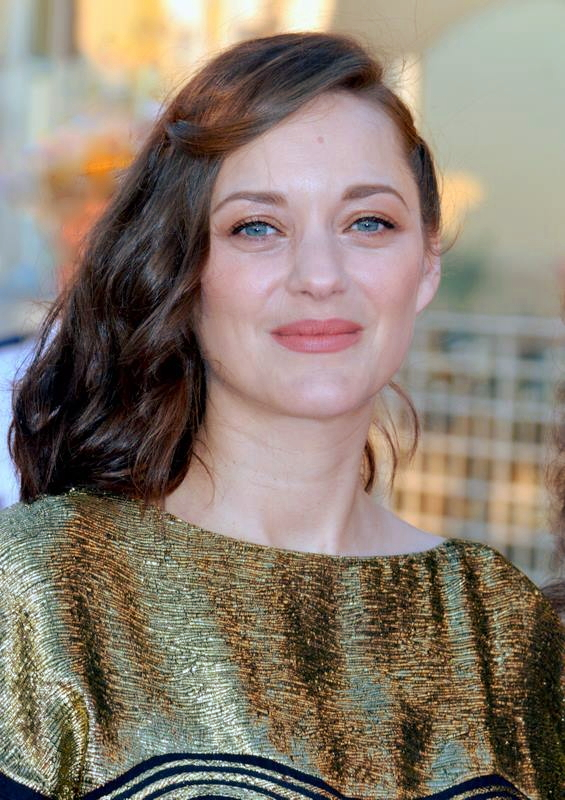
Марион Котийяр, Best Actress in a Motion Picture — Drama winner

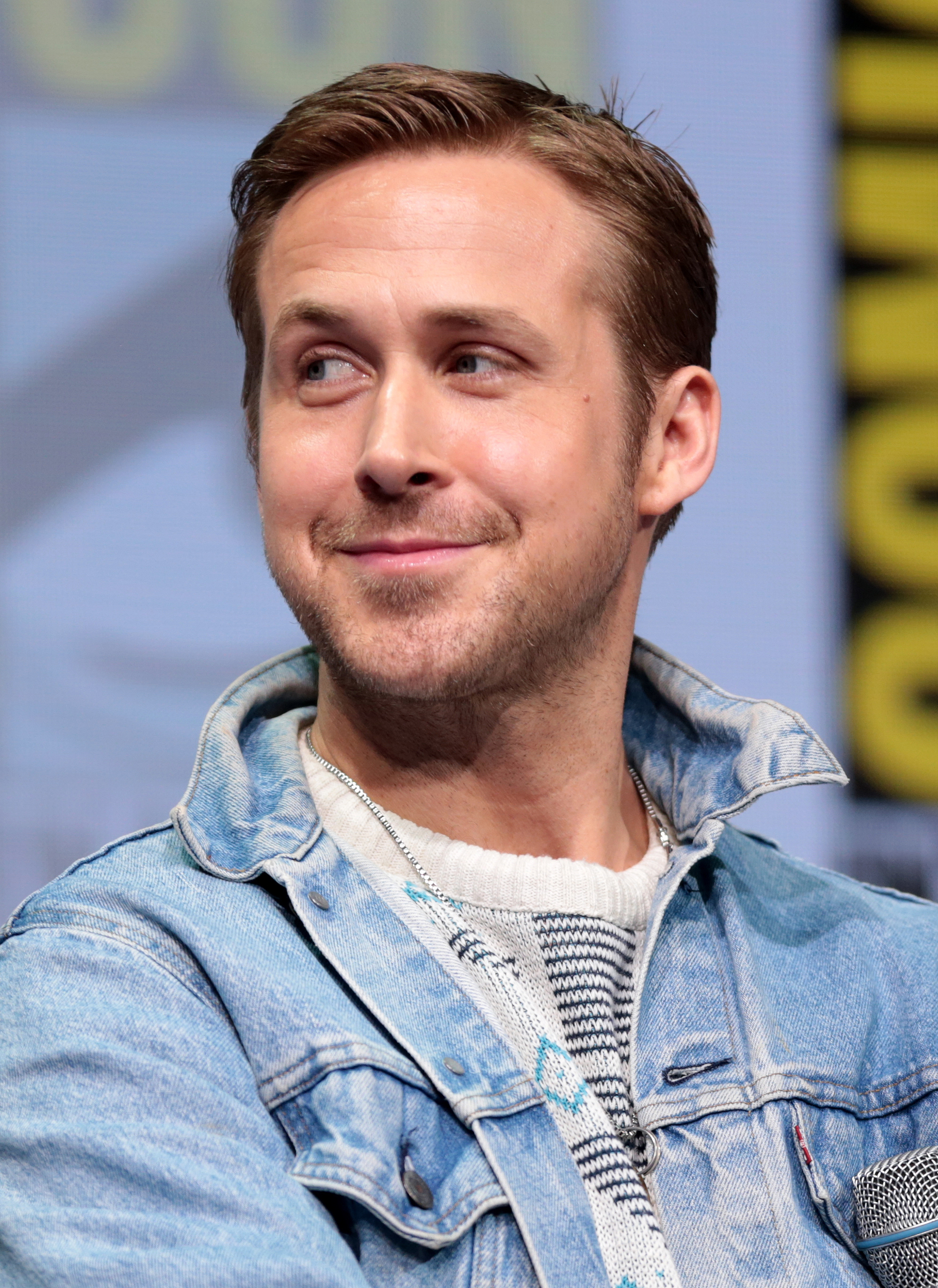
Райан Гослинг, Best Actor in a Motion Picture — Comedy or Musical winner

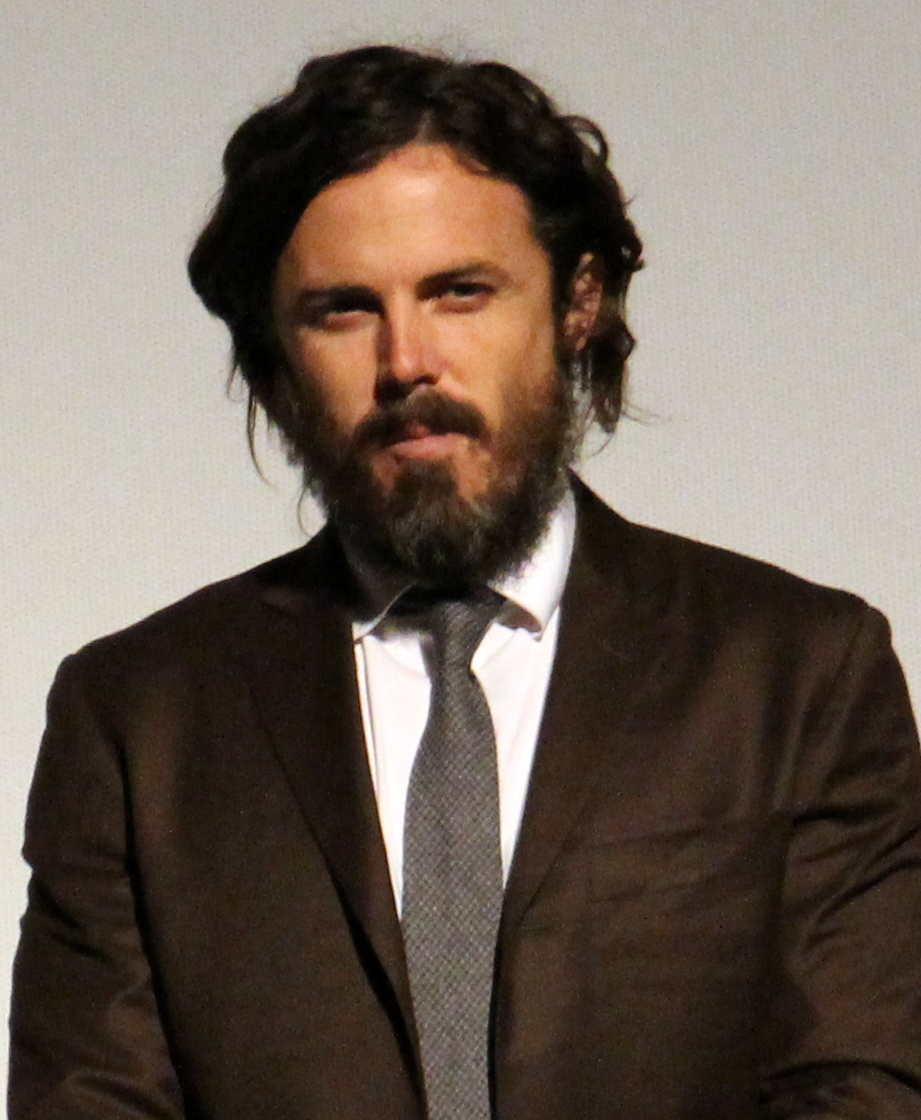
Кейси Аффлек, Лучшая мужская роль второго плана in a Motion Picture co-winner

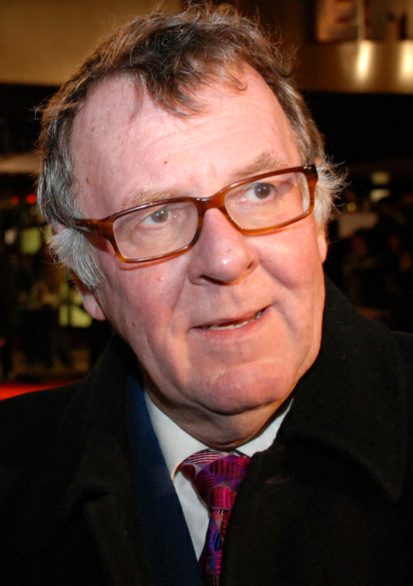
Том Уилкинсон, Лучшая мужская роль второго плана in a Motion Picture co-winner

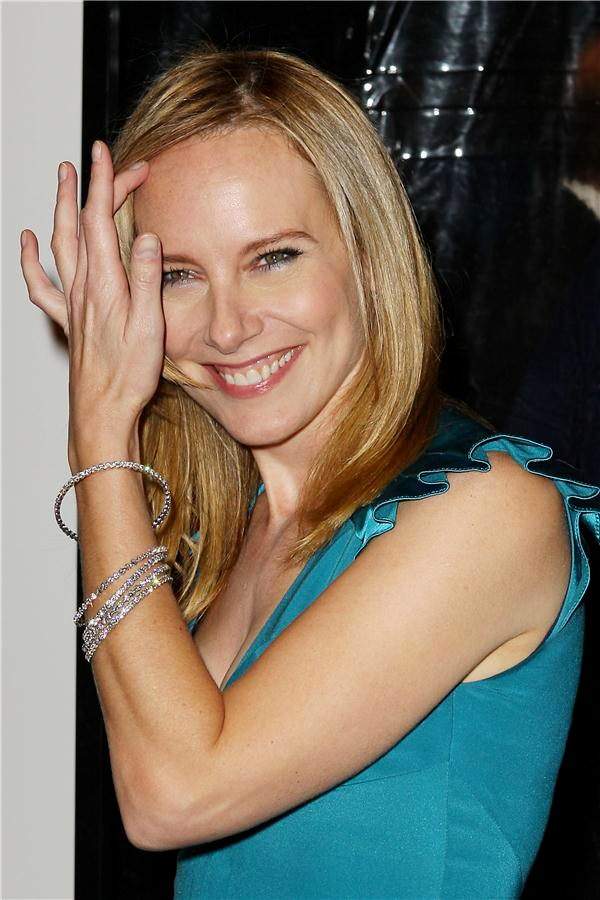
Эми Райан, Лучшая женская роль второго плана, победительница

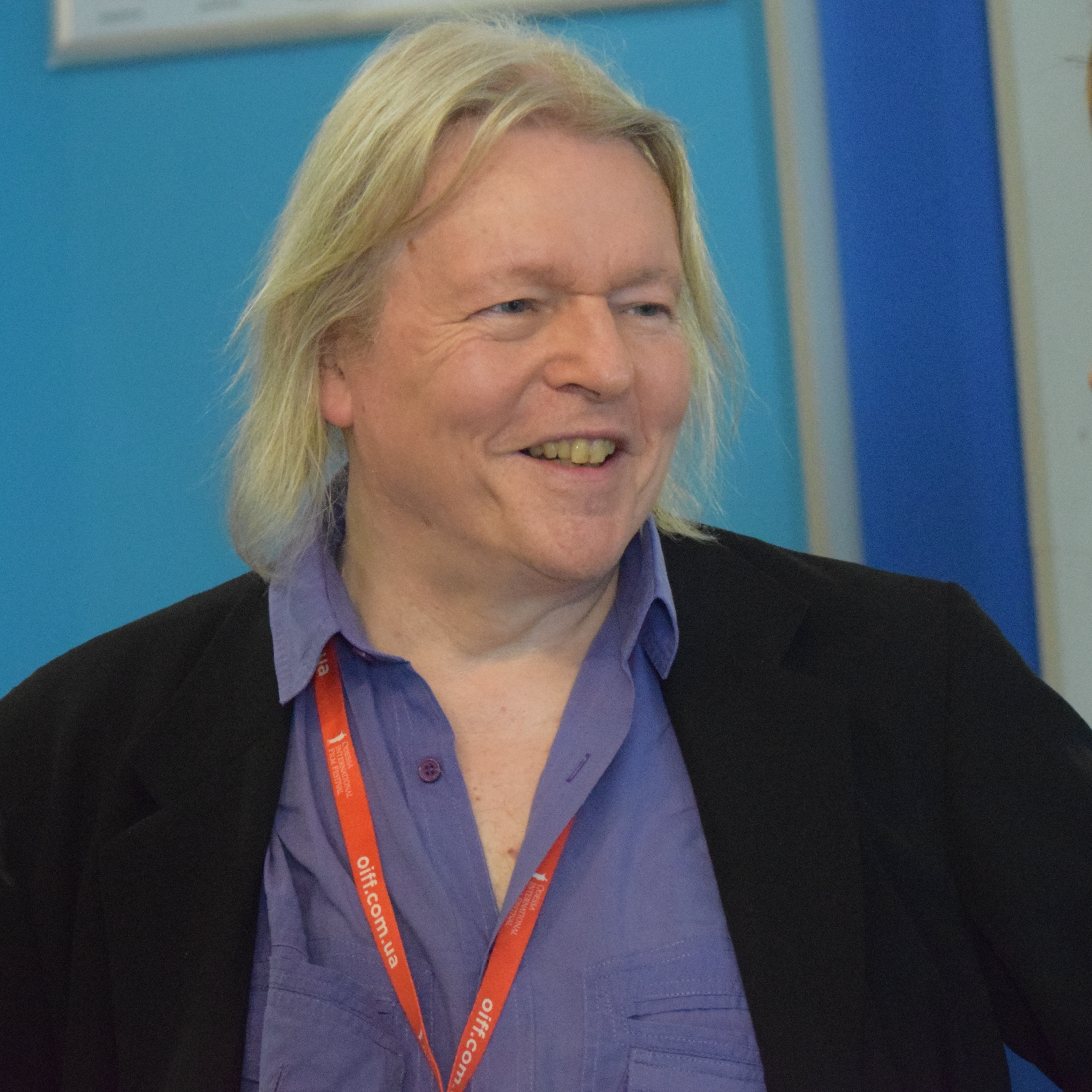
Кристофер Хэмптон, Best Adapted Screenplay winner

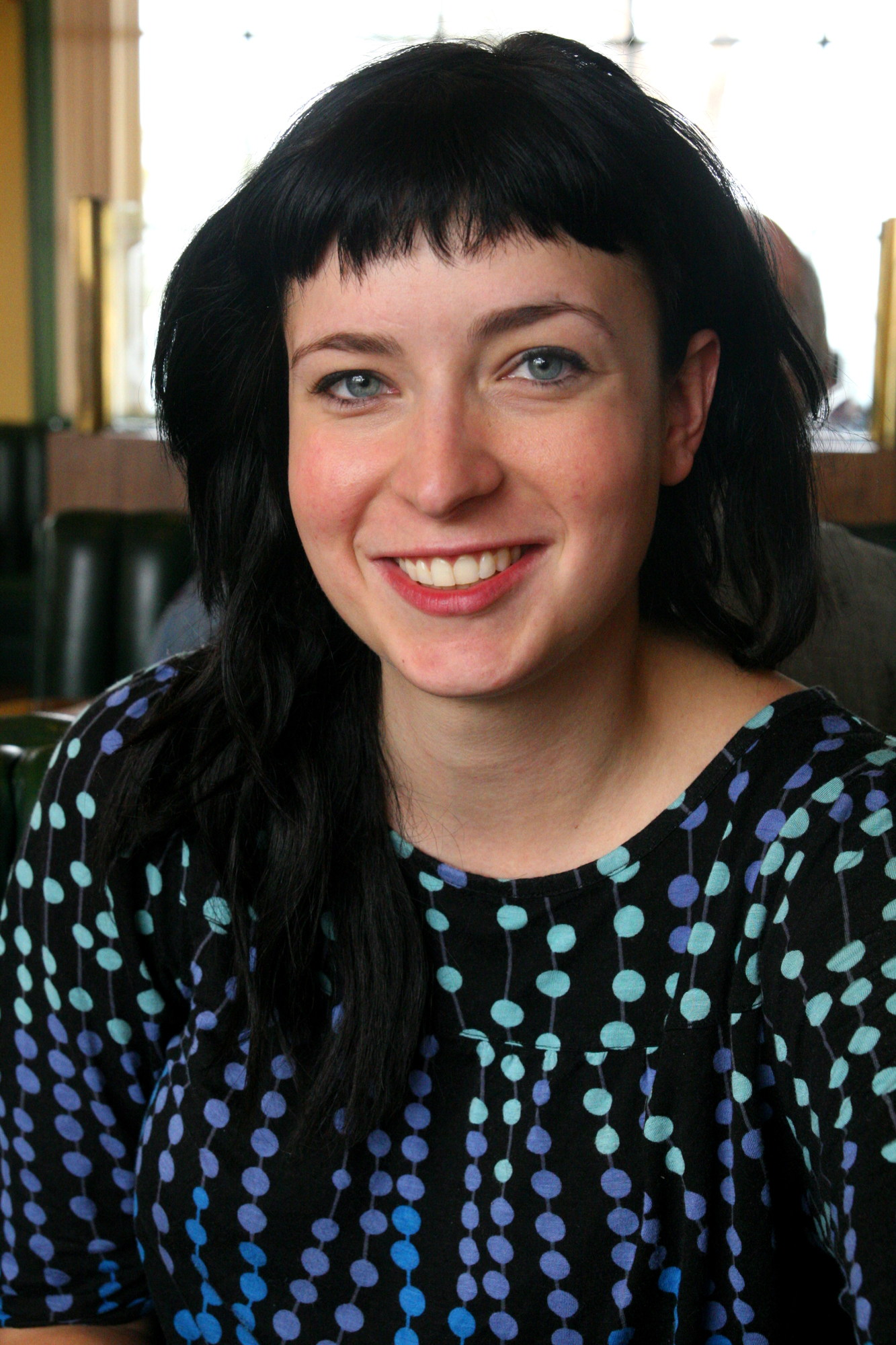
Диабло Коди, Best Original Screenplay winner

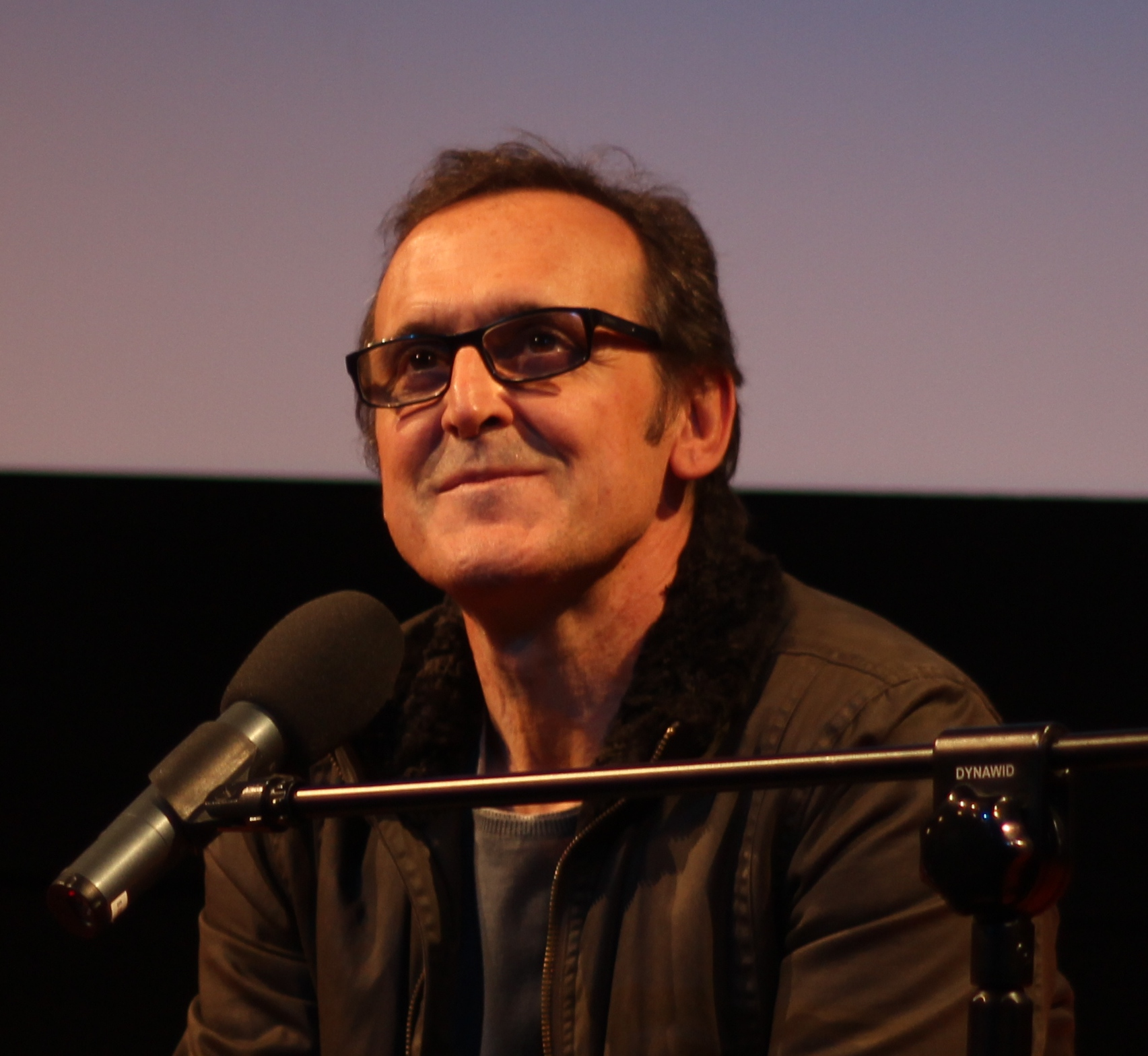
Альберто Иглесиас, Best Original Score winner

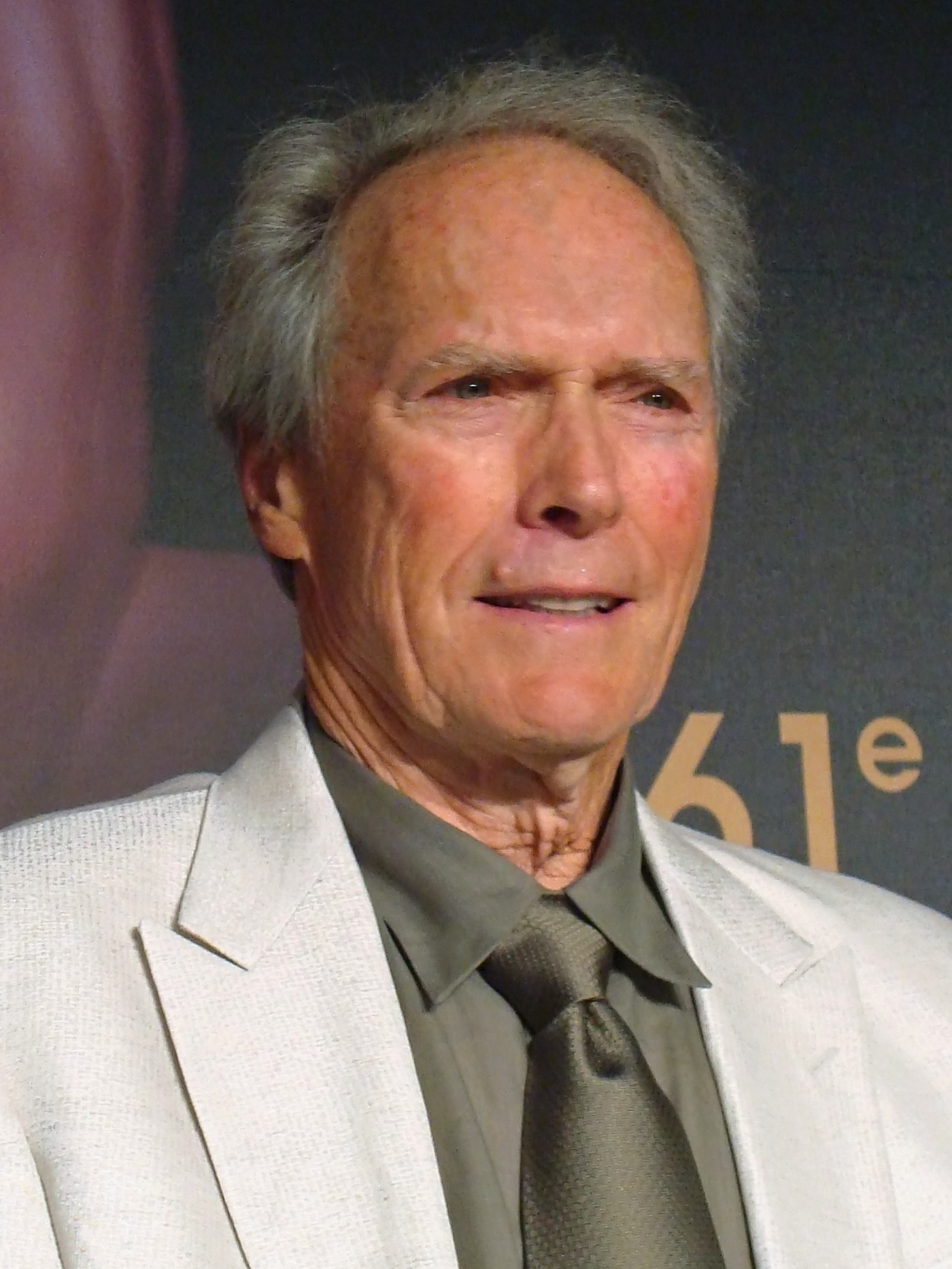
Клинт Иствуд, Best Original Song co-winner

### Лучший драматический фильм
Старикам тут не место
- Поезд на Юму
- Вдали от неё
- Игры дьявола
- Порок на экспорт
- Обман

### Лучший фильм — музыкальный или комедия
Джуно
- Лак для волос
- Немножко беременна
- Ларс и настоящая девушка
- Марго на свадьбе
- Пристрели их

### Лучший полнометражный анимационный фильм
Рататуй
- 300 спартанцев
- Беовульф
- Золотой компас
- Персеполис
- Симпсоны в кино
- Шрек Третий

### Лучший документальный фильм
Здравозахоронение
- Одиннадцатый час
- Дарфур сегодня
- Король Конга: Пригоршня кварталов (The King of Kong)
- Огненное озеро (Lake of Fire)
- Не видно конца (No End in Sight)

### Лучший иностранный фильм
Вожделение • Тайвань
- 4 месяца, 3 недели и 2 дня • Румыния
- Жизнь в розовом цвете • Франция
- Офсайд • Иран
- Приют • Испания
- Десять лодок • Австралия

### Лучшая режиссура
Джоэл Коэн и Итан Коэн — Старикам тут не место
- Дэвид Кроненберг — Порок на экспорт
- Оливье Даан — Жизнь в розовом цвете
- Энг Ли — Вожделение
- Сидни Люмет — Игры дьявола
- Сара Полли — Вдали от неё

### Лучшая мужская роль в драматическом фильме
Вигго Мортенсен — Порок на экспорт
- Кристиан Бейл — Спасительный рассвет
- Джош Бролин — Старикам тут не место
- Фрэнк Ланджелла — Начиная вечером
- Томми Ли Джонс — В долине Эла
- Дензел Вашингтон — Гангстер

### Лучшая мужская роль в комедии или музыкальном фильме
Райан Гослинг — Ларс и настоящая девушка
- Дон Чидл — Поговори со мной
- Ричард Гир — Мистификация
- Бен Кингсли — Убей меня
- Клайв Оуэн — Пристрели их
- Сет Роген — Немножко беременна

### Лучшая женская роль в драматическом фильме
Марион Котийяр — Жизнь в розовом цвете
- Джули Кристи — Вдали от неё
- Анджелина Джоли — Её сердце
- Кира Найтли — Искупление
- Лора Линни — Дикари
- Тильда Суинтон — Стефани Дейли

### Лучшая женская роль в комедии или музыкальном фильме
- Эллен Пейдж — Джуно
- Эми Адамс — Зачарованная
- Кейт Бланшетт — Меня там нет
- Кэтрин Хайгл — Немножко беременна
- Николь Кидман — Марго на свадьбе
- Эмили Мортимер — Ларс и настоящая девушка

### Лучшая мужская роль второго плана
Кейси Аффлек — Как трусливый Роберт Форд убил Джесси Джеймса (TIE) 

 Том Уилкинсон — Майкл Клейтон (TIE)
- Хавьер Бардем — Старикам тут не место
- Брайан Кокс — Зодиак
- Джефф Дэниелс — Обман
- Бен Фостер — Поезд на Юму

### Лучшая женская роль второго плана
Эми Райан — Прощай, детка, прощай
- Руби Ди — Гангстер
- Тараджи П. Хенсон — Поговори со мной
- Сирша Ронан — Искупление
- Эмманюэль Сенье — Жизнь в розовом цвете
- Тильда Суинтон — Майкл Клейтон

### Лучший адаптированный сценарий
Искупление — Кристофер Хэмптон
- Вдали от неё — Сара Полли
- Бегущий за ветром — Дэвид Бениофф
- Вожделение — Hui-Ling Wang and James Schamus
- Старикам тут не место — Джоэл Коэн и Итан Коэн
- Зодиак — Джеймс Вандербилт

### Лучший оригинальный сценарий
Джуно — Диабло Коди
- Игры дьявола — Kelly Masterson
- Порок на экспорт — Стивен Найт
- Ларс и настоящая девушка — Nancy Oliver
- Обман — Scott Frank
- Майкл Клейтон — Тони Гилрой

### Лучшая работа художника
Золотой век
- Через Вселенную
- Удивительная лёгкость
- Как трусливый Роберт Форд убил Джесси Джеймса
- Лак для волос
- Пекло

### Лучшая операторская работа
Скафандр и бабочка — Януш Каминский
- Через Вселенную — Брюно Дельбоннель
- Как трусливый Роберт Форд убил Джесси Джеймса — Роджер Дикинс
- Золотой компас — Генри Брэйем
- Нефть — Роберт Элсвит
- Зодиак — Харрис Савидис

### Лучший дизайн костюмов
Золотой век
- Удивительная лёгкость
- Искупление
- Призраки Гойи
- Лак для волос
- Жизнь в розовом цвете

### Лучший монтаж
Гангстер
- Ультиматум Борна
- Порок на экспорт
- Обман
- Жизнь в розовом цвете
- Старикам тут не место

### Лучшее музыкальное сопровождение
«Бегущий за ветром» — Альберто Иглесиас
- «Как трусливый Роберт Форд убил Джесси Джеймса» — Ник Кейв
- «Искупление» — Дарио Марианелли
- «Порок на экспорт» — Говард Шор
- «Обман» — Джеймс Ньютон Ховард
- «Рататуй» — Майкл Джаккино

### Лучшая песня
«Grace Is Gone» written by Клинт Иствуд and Carole Bayer Sager — Благодать ушла
- «Come So Far» written by Marc Shaiman — Лак для волос
- «Do You Feel Me» written by Diane Warren — Гангстер
- «If You Want Me» written by Glen Hansard and Markéta Irglová — Однажды
- «Lyra» written by Kate Bush — Золотой компас
- «Rise» written by Eddie Vedder — В диких условиях

### Лучшее звуковое сопровождение
Ультиматум Борна
- 300 спартанцев
- Золотой компас
- Я — легенда
- Жизнь в розовом цвете
- Пираты Карибского моря: На краю света

### Лучшие визуальные эффекты
300 спартанцев
- Беовульф
- Ультиматум Борна
- Зачарованная
- Золотой компас
- Трансформеры

### Выдающийся актёрский состав
Игры дьявола

## Победители и номинанты в телевизионных категориях

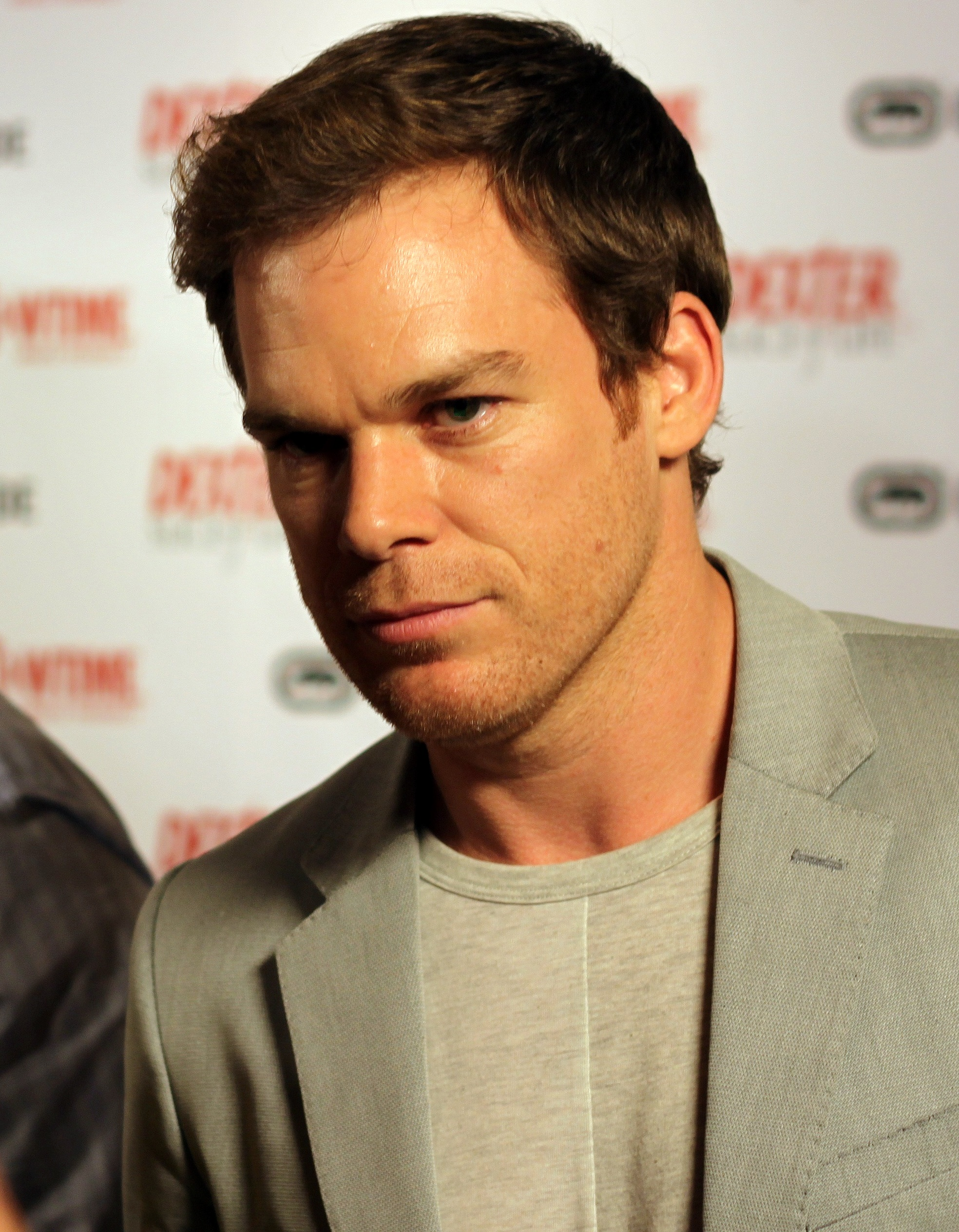
Майкл Си Холл, Best Actor in a Drama Series winner

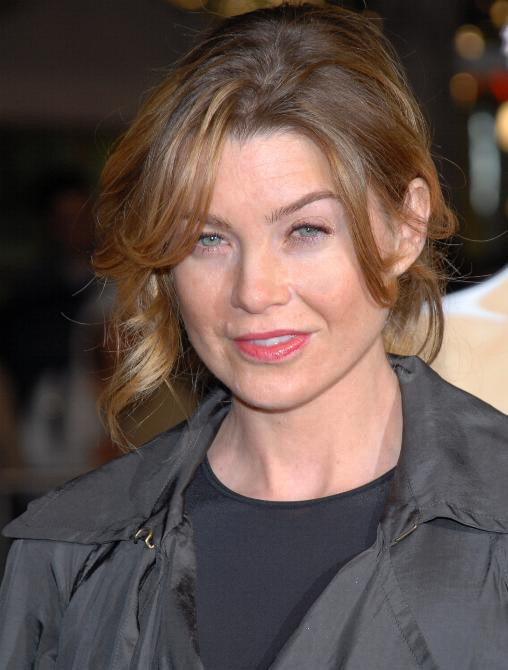
Эллен Помпео, Лучшая актриса драматического сериала

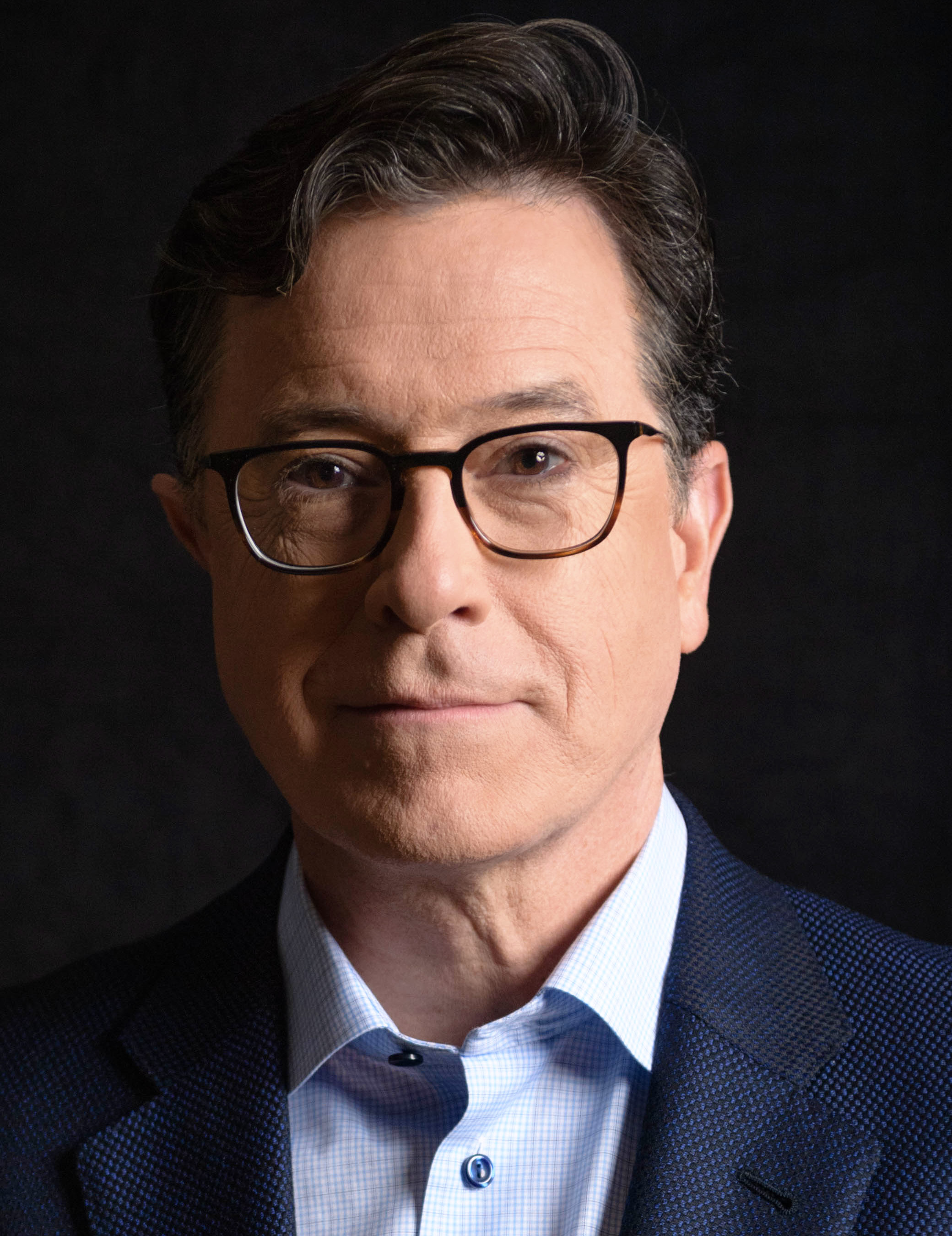
Стивен Кольбер, Best Actor in a Comedy or Musical Series winner

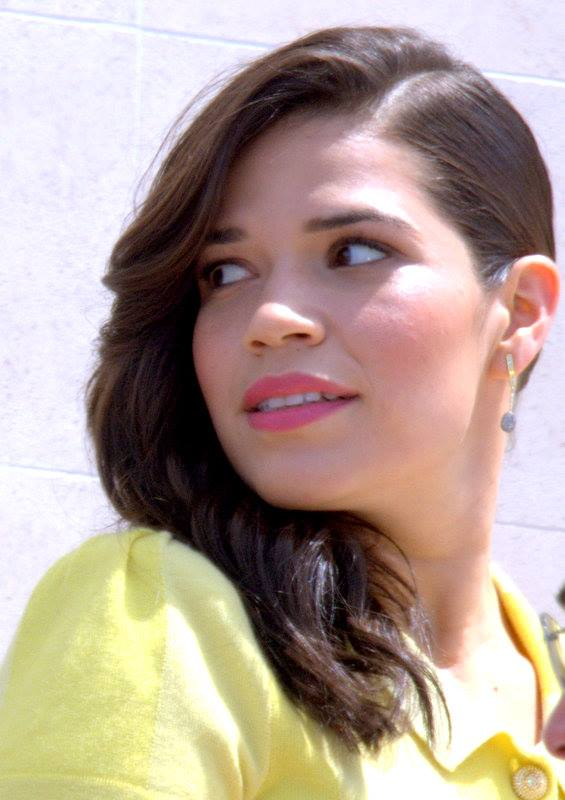
Америка Феррера, Лучшая актриса мюзикла или комедийного сериала

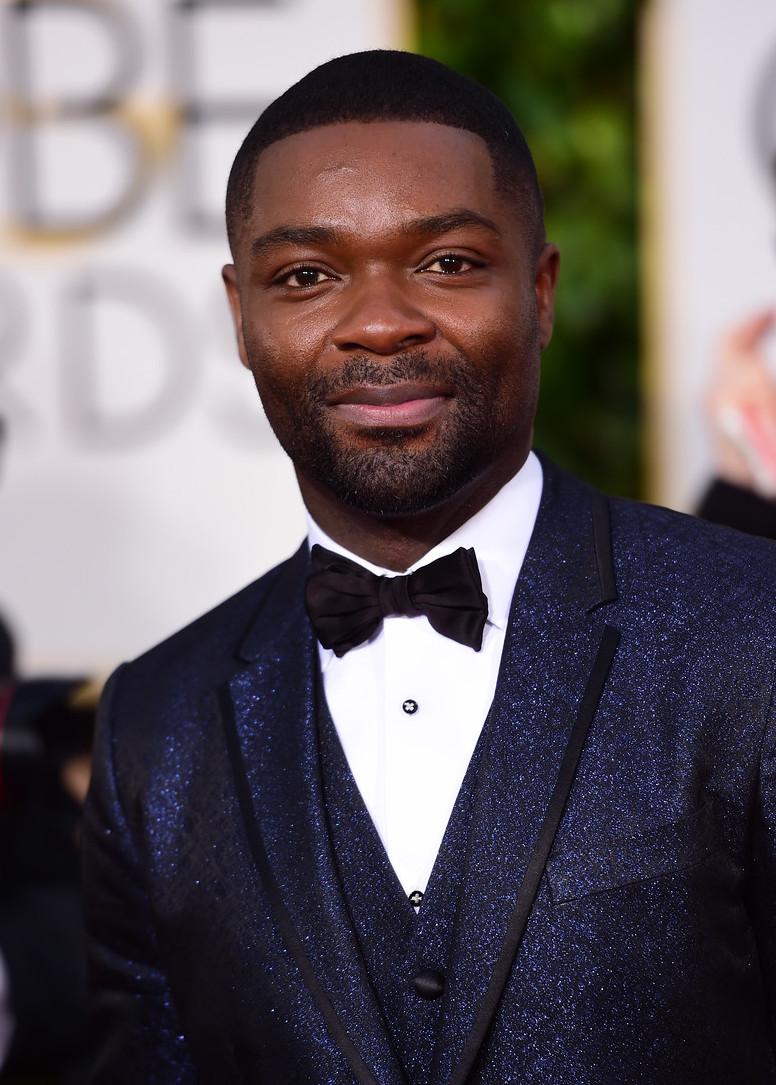
Дэвид Ойелоуо, Best Actor in a Miniseries or Television Film winner

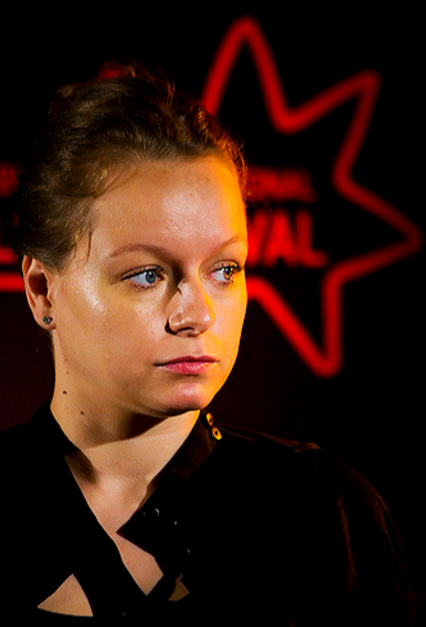
Саманта Мортон, Лучшая актриса мини-сериала или ТВ-фильма

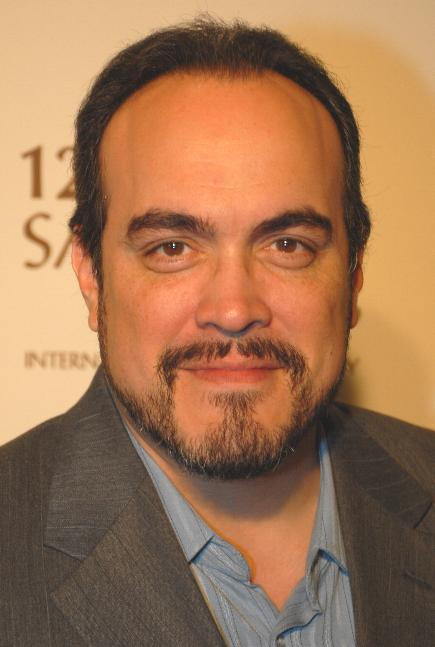
Дэвид Зейес, Лучшая мужская роль второго плана in a Series, Miniseries, or Television Film winner

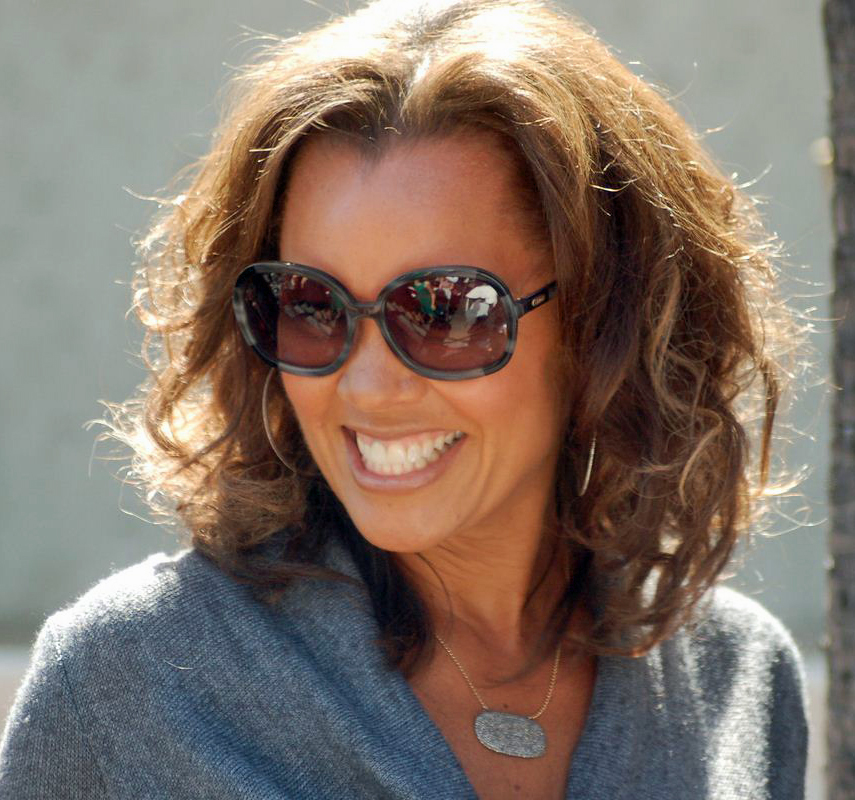
Ванесса Уильямс, Лучшая женская роль второго плана in a Series, Miniseries, or Television Film winner

### Лучший актёр драматического сериала
Майкл Си Холл — Декстер
- Эдди Иззард — Богатство
- Хью Лори — Доктор Хаус
- Денис Лири — Спаси меня
- Билл Пэкстон — Большая любовь
- Джеймс Вудс — Акула

### Лучший актёр мюзикла или комедийного сериала
Стивен Кольбер — Отчёт Кольбера
- Алек Болдуин — Студия 30
- Стив Карелл — Офис
- Рики Джервейс — Массовка
- Закари Ливай — Чак
- Ли Пейс — Мёртвые до востребования

### Лучший актёр мини-сериала или ТВ-фильма
Дэвид Ойелоуо — Пять дней
- Джим Бродбент — Лонгфорд
- Robert Lindsay — Суд над Тони Блэром
- Айдан Куинн — Похорони мое сердце в раненом колене
- Том Селлек — Джесси Стоун: море перемен
- Тоби Стивенс — Джейн Эйр

### Лучшая актриса драматического сериала
Эллен Помпео — Анатомия страсти
- Гленн Клоуз — Схватка
- Минни Драйвер — Богатство
- Салли Филд — Братья и сёстры
- Кира Седжвик — Ищейка
- Джинн Трипплхорн — Большая любовь

### Лучшая актриса мюзикла или комедийного сериала
Америка Феррера — Дурнушка
- Тина Фей — Студия 30
- Анна Фрил — Мёртвые до востребования
- Патриция Хитон — Назад к тебе
- Фелисити Хаффман — Отчаянные домохозяйки
- Джулия Луи-Дрейфус — Новые приключения старой Кристин

### Лучшая актриса мини-сериала или ТВ-фильма
Саманта Мортон — Лонгфорд
- Эллен Бёрстин — Обычный день Митча Альбума
- Куин Латифа — Выбираю жизнь
- Дебра Мессинг — Жена магната
- Шэрон Смолл — Мистерии инспектора Линли
- Рут Уилсон — Джейн Эйр

### Лучший мини-сериал
Удивительная миссис Причард
- Компания
- Джейн Эйр
- Пять дней[англ.]
- Жена магната

### Лучший драматический сериал
Декстер
- Братья и сёстры
- Огни ночной пятницы
- Анатомия страсти
- Безумцы
- Богатство

### Лучший мюзикл или комедийный сериал
Мёртвые до востребования
- Чак
- Массовка
- Полет Конкордов
- Дурнушка
- Дурман

### Лучшая мужская роль второго плана — мини-сериала или ТВ-фильма
Дэвид Зейес — Декстер
- Гарри Дин Стэнтон — Большая любовь
- Майкл Эмерсон — Остаться в живых
- Джастин Кирк — Дурман
- Т. Р. Найт — Анатомия страсти
- Маси Ока — Герои
- Энди Серкис — Лонгфорд

### Лучшая женская роль второго плана — мини-сериала или ТВ-фильма
Ванесса Уильямс — Дурнушка
- Полли Берген — Отчаянные домохозяйки
- Джуди Дэвис — Жена магната
- Рэйчел Гриффитс — Братья и сёстры
- Джейми Прессли — Меня зовут Эрл
- Чандра Уилсон — Анатомия страсти

### Лучший ТВ-фильм
Обычный день Митча Альбома
- Похорони мое сердце в раненом колене
- Выбираю жизнь
- Лонгфорд
- Суд над Тони Блэром
- Ветер в ивах

### Выдающийся актёрский состав
Безумцы

## New Media победители и номинанты

### Лучший классический фильм на DVD
Выпускник (40th Anniversary Edition)
- Туз в рукаве
- Разыскивающий
- Мужской стриптиз (Fully Exposed Edition)
- Забавная мордашка (50th Anniversary Edition)
- Привидение (Special Collector’s Edition)
- Дом игр
- Пират
- Робокоп (Collector’s Edition)
- Более странно, чем в раю

### Лучший документальный фильм на DVD
Война (мини-сериал)
- Склонность
- Живые воспоминания дня
- Американский опыт (Episode: «The Mormons: Part I»)
- Безумная Любовь
- Лагерь Иисуса
- Не видно конца (No End in Sight)
- Дикси Чикс: Заткнись и пой
- Здравозахоронение
- Неразумный человек

### Лучший выпущенный фильм на DVD
Борат (TIE) 
 Мастера ужасов (Сезон 1) (TIE)
- Скрипач на крыше (Collector’s Edition)
- Танец-вспышка (Special Collector’s Edition)
- Выпускник (40th Anniversary Edition)
- Робокоп (20th Anniversary Edition)
- Серджио Леоне: Антология
- Молчание ягнят (Collector’s Edition)
- Вива Педро: Коллекция Альмодовара
- Уолл-стрит (20th Anniversary Edition)

### Лучший выпущенный сериал или шоу-программа на DVD
Декстер (Сезон 1)
- Daniel Deronda
- The House of Eliott (The Complete Collection)
- Lost (The Complete Third Сезон)
- The Muppet Show (Сезон 2)
- Nip/Tuck (Сезон 4)
- The Office (Сезон 3)
- Rome (Сезон 2)
- Twin Peaks (Сезон 2)
- Ugly Betty (Сезон 1)

### Лучший полный DVD
The Prestige
- Blood Diamond
- Children of Men
- The Flying Scotsman
- Little Children
- The Lives of Others
- Notes on a Scandal
- Pan's Labyrinth
- Спасительный рассвет
- Romeo + Juliet (The Music Edition)

### Лучший DVD для молодёжи
Рататуй
- Care Bears (25th Anniversary Edition)
- Cars
- Charlotte’s Web
- Gracie
- The Jungle Book (40th Anniversary Platinum Edition)
- Little Robots (Episode: «Reach for the Sky»)
- The Many Adventures of Winnie the Pooh
- The Pebble and the Penguin
- Peter Pan (2-Disc Platinum Edition)
- Трансформеры (Two-Disc Special Edition)

### Outstanding Puzzle/Strategy Game
Medieval II: Total War
- Civilization IV: Beyond the Sword
- Command & Conquer 3: Tiberium Wars
- Puzzle Quest: Challenge of the Warlords
- World in Conflict

### Outstanding Role Playing Game
Super Paper Mario
- The Lord of the Rings Online: Shadows of Angmar
- Persona 3
- The Witcher
- World of Warcraft: The Burning Crusade

### Outstanding Sports/Rhythm/Music Game
Guitar Hero II
- Elite Beat Agents
- Forza Motorsport 2
- Pro Evolution Soccer 2007
- Wii Sports

### Outstanding Action/Adventure Game
God of War II
- BioShock
- Gears of War
- The Legend of Zelda: Twilight Princess
- Metal Gear Solid: Portable Ops

## Awards breakdown

### Фильмы
Победители:
3 / 3 Джуно: Лучшие актриса и фильм — музыкальный или комедия / Best Screenplay — Original
2 / 2 Золотой век: Best Art Direction and Production Design / Лучший дизайн костюмов
2 / 6 Старикам тут не место: Лучшая режиссура / Лучший драматический фильм
1 / 1 Скафандр и бабочка: Лучшая операторская работа
1 / 1 Прощай, детка, прощай: Лучшая женская роль второго плана
1 / 1 Благодать ушла: Best Original Song
1 / 1 Здравозахоронение: Лучший документальный фильм
1 / 2 The Kite Runner: Best Original Score
1 / 2 Рататуй: Лучший полнометражный анимационный фильм
1 / 3 300 спартанцев: Лучшие визуальные эффекты
1 / 3 Ультиматум Борна: Best Sound
1 / 3 Вожделение: Лучший иностранный фильм
1 / 3 Майкл Клейтон: Лучшая мужская роль второго плана
1 / 4 Гангстер: Лучший монтаж
1 / 4 Как трусливый Роберт Форд убил Джесси Джеймса: Лучшая мужская роль второго плана
1 / 4 Before the Devil Knows You're Dead: Выдающийся актёрский состав
1 / 4 Ларс и настоящая девушка: Лучшая мужская роль в комедии или музыкальном фильме
1 / 5 Искупление: Best Screenplay — Adapted
1 / 6 Eastern Promises: Лучшая мужская роль в драматическом фильме
1 / 7 Жизнь в розовом цвете: Лучшая женская роль в драматическом фильме
Проигравшие:
0 / 5 Золотой компас, Обман
0 / 4 Вдали от неё, Лак для волос
0 / 3 Немножко беременна, Зодиак
0 / 2 Поезд на Юму, Через Вселенную, Удивительная лёгкость, Беовульф, Зачарованная, Марго на свадьбе, Пристрели их, Поговори со мной

### Телевидение
Победители:
3 / 3 Декстер: Лучший актёр драматического сериала / Best Series — Drama / Лучшая мужская роль второго плана — Miniseries or TV Film
2 / 3 Ugly Betty: Best Actress — Musical or Comedy Series / Лучшая женская роль второго плана — Miniseries or TV Film
1 / 1 The Amazing Mrs Pritchard: Best Miniseries
1 / 1 The Colbert Report: Best Actor — Musical or Comedy Series
1 / 2 Five Days: Best Actor — Miniseries or TV Film
1 / 2 Mad Men: Outstanding Television Ensemble
1 / 2 Oprah Winfrey Presents: Mitch Albom's For One More Day: Best TV Film
1 / 3 Pushing Daisies: Best Series — Musical or Comedy Series
1 / 4 Grey's Anatomy: Best Actress — Drama Series
1 / 4 Longford: Best Actress — Miniseries or TV Film
Проигравшие:
0 / 3 Большая любовь, Братья и сёстры, Джейн Эйр, Богатство, The Starter Wife
0 / 2 Студия 30, Bury My Heart at Wounded Knee, Чак, Отчаянные домохозяйки, Массовка, Life Support, The Trial of Tony Blair, Дурман